# Slalom równoległy
Slalom równoległy – jedna z konkurencji narciarstwa alpejskiego rozgrywana zarówno wśród mężczyzn jak i kobiet, m.in. w ramach Pucharu Świata w narciarstwie alpejskim.

## Zasady

### Zawody indywidualne
Zawody polegają na tym, że na stoku ścigają się dwaj (lub więcej) zawodnicy, jadący na (w miarę możliwości) tak samo ustawionej trasie slalomowej. Trasa przejazdu wyznaczona jest jedynie przez wewnętrzne tyczki lub pary tyczek (w pozostałych konkurencjach bramka to tyczka (lub para tyczek) wewnętrzna i zewnętrzna). Różnica poziomów między startem a metą musi wynosić 80–100 m, a liczba bramek zawierać się w przedziale 20–30. Jeśli slalom rozgrywany jest na dwóch trasach, jedna ma tyczki niebieskie, druga – czerwone. Odległość między tymi samymi bramkami sąsiednich tras musi wynosić 6–7 m. Obaj (lub więcej) zawodnicy startują, gdy otworzą się jednocześnie ich bramki startowe. Zawody rozgrywane są metodą pucharową, do startu dopuszczanych jest 32 najlepszych zgłoszonych zawodników (zgodnie z posiadanymi przez nich punktami FIS). Charakter trasy odpowiada slalomowi lub krótkiej trasie slalomu giganta, na której niektórzy zawodnicy używają również bardzo krótkich nart (165 cm).

### Zawody drużynowe
Zawody drużynowe odbywają się również systemem pucharowym. Do zawodów dopuszczanych jest 16 lub 8 reprezentacji krajowych. Jeśli któraś reprezentacja nie wystartuje, nie jest dodawana żadna inna reprezentacja (tak było w Mistrzostwach Świata w narciarstwie alpejskim w 2011 roku, gdy wystartowało 11 drużyn). W każdej reprezentacji zgłaszanych jest 4–6 zawodników (co najmniej 2 kobiety i 2 mężczyzn), ale w danej rundzie startuje 4 (2 mężczyzn i 2 kobiety), w której kobiety i mężczyźni jadą na zmianę: kobieta drużyny A na niebieskiej trasie, mężczyzna drużyny A na niebieskiej trasie, kobieta drużyny A na czerwonej trasie i mężczyzna drużyny A na czerwonej trasie. Za wygranie przejazdu drużyna zdobywa punkt. Do kolejnej rundy awansuje drużyna, która zdobędzie więcej punktów (4:0 lub 3:1, jeśli w każdym przejeździe choć jeden zawodnik dojedzie do mety), w przypadku remisu awansuje ta drużyna, której łączny czas lepszego mężczyzny i lepszej kobiety jest lepszy.

## Historia
Po raz pierwszy zawody w slalomie równoległym w ramach Pucharu Świata rozegrano w 1975 roku w Val Gardena. Później – przez kilkanaście lat – rozgrywano zawody jedynie w ramach Pucharu Narodów lub jako dyscypliny pokazowe prezentowane na koniec sezonu Pucharu Świata. W 1986 r. w Wiedniu po raz pierwszy rozegrano zawody przy sztucznym świetle. W latach 1986 i 1987 przeprowadzono dwa pokazowe zawody kobiet w Olympiapark w Monachium. Na każdych zawodach było ok. po 50 tysięcy widzów. W 1997 roku rozegrano w ramach Pucharu Świata dwie konkurencje w slalomie równoległym (w Tignes i Mammoth Mountain), w tym jedną w równoległym slalomie gigancie. W 2009 roku przeprowadzono dwukrotnie promocyjne zawody w slalomie równoległym w Moskwie (2 stycznia i 21 listopada). 
Po kilkunastoletniej przerwie zawody Pucharu Świata w slalomie równoległym zostały rozegrane w Monachium 2 stycznia 2011 roku. Zwyciężyli Maria Pietilä-Holmner i Ivica Kostelić. Zawody obserwowało 30 tysięcy widzów. 
W ramach Mistrzostw Świata w Narciarstwie Alpejskim w 2011 roku rywalizację drużynową rozegrano w dniu 16 lutego 2011 roku w Garmisch-Partenkirchen w Niemczech w postaci slalomu równoległego (giganta). Zakwalifikowano do niego 16 najwyżej punktowanych drużyn w klasyfikacji FIS. Pięć z nich (Norwegia, Słowenia, Finlandia, Japonia i Liechtenstein) zdecydowało się nie brać udziału w tych zawodach, ostatecznie startowało 11 drużyn (spośród których 5 najwyżej punktowanych otrzymało dziką kartę i awansowało do ćwierćfinału bez udziału w eliminacjach).
Na zamknięcie sezonu 2010/11 20 marca 2011 roku w ośrodku narciarskim Lenzerheide w Szwajcarii w ramach Pucharu Świata FIS rozegrano zawody drużynowe (również w gigancie) o nazwie Nations Team Event, których rezultaty nie liczyły się jednak do punktacji pucharu. Na starcie stanęło 9 drużyn, spośród których Czechy musiały walczyć z Chorwacją o awans do ćwierćfinału (wygrały Czechy). Pozostałe 7 drużyn (Austria, Francja, Kanada, Niemcy, Szwajcaria, Szwecja i Włochy) miało dziką kartę.
W sezonie 2011/2012 zawody noworoczne w Monachium nie były rozgrywane. Natomiast 21 lutego 2012 roku rozegrano w Moskwie zawody slalomu równoległego kobiet i mężczyzn. Zawody zostały rozegrane na terenie Kompleksu Sportowego Łużniki przy sztucznym oświetleniu na sztucznym stoku o wysokości ok. 60 m.
Od 2012 roku niektóre zawody slalomu równoległego rozgrywane są w formule City Event. Jest to dyscyplina łącząca cechy slalomu i slalomu giganta: system pucharowy, co najmniej 20 bramek oddalonych od siebie o co najmniej 10 m, bramki zaznaczone tylko jedną, wewnętrzną, podwójną tyczką; wymagania sprzętowe jak dla slalomu.
W sezonie 2012/2013 zawody w ramach Pucharu Świata FIS w slalomie równoległym były rozgrywane kolejny raz w formule City Event dwukrotnie dla obu płci:
- zawody noworoczne, 1 stycznia 2013 roku w Monachium o 17:45 w Olympiapark München
- zawody 29 stycznia 2013 roku w Moskwie 29 stycznia o 17:00 (CET).

W sezonach 2013/2014, 2014/2015 i 2015/2016 zawody planowane w formule City Event w Monachium 1 stycznia zostały odwołane.
Od sezonu 2015/2016 zawody slalomu równoległego w ramach Pucharu Świata są rozgrywane trzykrotnie w sezonie:
- w grudniu w Alta Badia (mężczyźni w slalomie gigancie, w grudniu 2017 roku rozegrano również równoległy slalom kobiet w Courchevel)
- 1 stycznia w Oslo (w 2018 roku) (obie płcie w formule City Event)
- pod koniec stycznia lub lutym w Sztokholmie (obie płcie w formule City Event).

24 lutego 2018 roku po raz pierwszy w programie Zimowych Igrzysk Olimpijskich  w Pjongczangu odbyły się drużynowe zawody w slalomie równoległym. Trasa liczyła 26 bramek i uskok (po 9 bramce). W zawodach wzięło udział 16 drużyn: Austria, Korea Południowa (awans Austrii), Szwecja, Słowenia (awans Szwecji), USA, Wielka Brytania (awans Wielkiej Brytanii), Sportowcy olimpijscy z Rosji, Norwegia (awans Norwegii), Czechy, Włochy (awans Włoch), Francja, Kanada (awans Francji), Niemcy, Słowacja (awans Niemiec), Szwajcaria i Węgry (awans Szwajcarii). W półfinale Austria pokonała Szwecję, Norwegia Wielką Brytanię, Francja Włochy i Szwajcaria Niemcy. W finale Szwajcaria pokonała Austrię, a Norwegia Francję.
- Szwajcaria (złoto) wystąpiła w składzie: Denise Feierabend, Wendy Holdener, Daniel Yule i Ramon Zenhäusern
- Austria (srebro): Katharina Gallhuber, Katharina Liensberger, Michael Matt i Marco Schwarz
- Norwegia (brąz): Nina Løseth, Kristin Lysdahl, Sebastian Foss Solevåg i Leif Kristian Nestvold-Haugen[6].

## Wyniki
Pełna lista zawodów (w tym pokazowych) w slalomie równoległym rozgrywanych w ramach lub przy okazji Pucharu Świata oraz olimpiad zimowych (zawody drużynowe).

### Zawody indywidualne
| Data                 | Ośrodek              | Mężczyźni         | Kobiety                 | Dyscyplina            |
| -------------------- | -------------------- | ----------------- | ----------------------- | --------------------- |
| 22-23 marca 1975     | Val Gardena*         | Gustav Thöni      | Monika Kaserer          | Slalom                |
| 20 marca 1976        | Mont St. Anne        | Franco Bieler     | Bernadette Zurbriggen   | Slalom                |
| 19 marca 1978        | Arosa                | Phil Mahre        | Annemarie Moser-Pröll   | Slalom                |
| 16 marca 1980        | Saalbach             | Anton Steiner     | Annemarie Moser-Pröll   | Slalom                |
| 30 marca 1981        | Laax                 | Ingemar Stenmark  | Tamara McKinney         | Slalom                |
| 28 marca 1982        | Montgenèvre          | Phil Mahre        | Maria Epple             | Slalom                |
| 21 marca 1983        | Furano               | Ingemar Stenmark  | Anne-Flore Rey          | Slalom                |
| 25 marca 1984        | Oslo                 | Hans Enn          | Olga Charvátová         | Slalom                |
| 6 stycznia 1986      | Wiedeń               | Ivano Edalini     | -                       | Slalom                |
| 23 marca 1986        | Bromont              | Paul Frommelt     | Vreni Schneider         | Slalom                |
| 22 grudnia 1987      | Bormio               | Pirmin Zurbriggen | Brigitte Oertli         | Slalom                |
| 27 marca 1988        | Saalbach             | Alberto Tomba     | Christina Meier-Höck    | Slalom                |
| 11 marca 1989        | Shiga Kōgen          | Bernhard Gstrein  | Chantal Bournissen      | Slalom                |
| 24 marca 1991        | Waterville           | Urs Kälin         | Anita Wachter           | Slalom                |
| 24 października 1997 | Tignes*              | Josef Strobl      | Leïla Piccard           | Slalom gigant         |
| 28 listopada 1997    | Mammoth Mountain*    | -                 | Hilde Gerg              | Slalom                |
| 2 stycznia 2011      | Monachium*           | Ivica Kostelić    | Maria Pietilä-Holmner   | Slalom                |
| 21 lutego 2012       | Moskwa*              | Alexis Pinturault | Julia Mancuso           | Slalom                |
| 1 stycznia 2013      | Monachium*           | Felix Neureuther  | Veronika Velez-Zuzulová | Slalom gigant         |
| 29 stycznia 2013     | Moskwa*              | Marcel Hirscher   | Lena Dürr               | Slalom                |
| 21 grudnia 2015      | Alta Badia*          | Kjetil Jansrud    | -                       | Slalom gigant         |
| 23 lutego 2016       | Sztokholm*           | Marcel Hirscher   | Wendy Holdener          | City Event            |
| 19 grudnia 2016      | Alta Badia*          | Cyprien Sarrazin  | -                       | Slalom gigant         |
| 31 stycznia 2017     | Sztokholm*           | Linus Straßer     | Mikaela Shiffrin        | City Event            |
| 18 grudnia 2017      | Alta Badia*          | Matts Olsson      | -                       | Slalom gigant         |
| 20 grudnia 2017      | Courchevel*          | -                 | Mikaela Shiffrin        | Slalom                |
| 1 stycznia 2018      | Oslo* (Holmenkollen) | André Myhrer      | Mikaela Shiffrin        | City Event, 18 bramek |
| 30 stycznia 2018     | Sztokholm*           | Ramon Zenhäusern  | Nina Haver-Løseth       | City Event            |
| 9 grudnia 2018       | Sankt Moritz*        | -                 | Mikaela Shiffrin        | Slalom                |
| 17 grudnia 2018      | Alta Badia           | Marcel Hirscher   | -                       | Slalom gigant         |
| 1 stycznia 2019      | Oslo*                | Marco Schwarz     | Petra Vlhová            | City Event            |
| 19 lutego 2019       | Sztokholm*           | Ramon Zenhäusern  | Mikaela Shiffrin        | City Event            |

* – zawody zaznaczone kolorowym tłem były liczone do punktacji Pucharu Świata.

### Zawody drużynowe
| Data           | Ośrodek                | 1. miejsce | 2. miejsce        | 3. miejsce | 4. miejsce        | Dyscyplina    | Szczegóły                                                               |
| -------------- | ---------------------- | ---------- | ----------------- | ---------- | ----------------- | ------------- | ----------------------------------------------------------------------- |
| 14 marca 2010  | Garmisch-Partenkirchen | Czechy     | Szwajcaria        | Austria    | Chorwacja         | Slalom gigant | Puchar Świata w narciarstwie alpejskim, wyniki na stronie FIS           |
| 13 lutego 2011 | Garmisch-Partenkirchen | Francja    | Austria           | Szwecja    | Włochy            | Slalom gigant | Mistrzostwa Świata w Narciarstwie Alpejskim 2011, wyniki na stronie FIS |
| 20 marca 2011  | Lenzerheide            | Niemcy     | Włochy            | Austria    | Szwajcaria        | Slalom gigant | Puchar Świata, wyniki na stronie FIS                                    |
| 5 marca 2012   | Roccaraso              | Słowenia   | Włochy            | Szwajcaria | Austria           | Slalom gigant | Puchar Świata, wyniki na stronie FIS                                    |
| 16 marca 2012  | Schladming             | Austria    | Szwajcaria        | Szwecja    | Stany Zjednoczone | Slalom gigant | Puchar Świata, wyniki na stronie FIS                                    |
| 12 lutego 2013 | Schladming             | Austria    | Szwecja           | Niemcy     | Kanada            | Slalom gigant | Mistrzostwa Świata w Narciarstwie Alpejskim 2013, wyniki na stronie FIS |
| 23 lutego 2013 | Quebec                 | Szwecja    | Szwajcaria        | Kanada     | Austria           | Slalom gigant | Puchar Świata, wyniki na stronie FIS                                    |
| 15 marca 2013  | Lenzerheide            | Niemcy     | Szwecja           | Włochy     | Austria           | Slalom gigant | Puchar Świata, wyniki na stronie FIS                                    |
| 25 lutego 2014 | Innsbruck              | Szwecja    | Norwegia          | Szwajcaria | Stany Zjednoczone | Slalom gigant | Puchar Świata, wyniki na stronie FIS                                    |
| 14 marca 2014  | Lenzerheide            | Szwajcaria | Stany Zjednoczone | Austria    | Włochy            | Slalom gigant | Puchar Świata, wyniki na stronie FIS                                    |
| 10 lutego 2015 | Vail – Beaver Creek    | Austria    | Kanada            | Szwecja    | Szwajcaria        | Slalom gigant | Mistrzostwa Świata w Narciarstwie Alpejskim 2015, wyniki na stronie FIS |
| 20 marca 2015  | Méribel                | Szwajcaria | Szwecja           | Austria    | Włochy            | Slalom gigant | Puchar Świata, wyniki na stronie FIS                                    |
| 18 marca 2016  | Sankt Moritz           | Szwajcaria | Niemcy            | Szwecja    | Francja           | Slalom gigant | Puchar Świata, wyniki na stronie FIS                                    |
| 14 lutego 2017 | Sankt Moritz           | Francja    | Słowacja          | Szwecja    | Szwajcaria        | Slalom gigant | Mistrzostwa Świata w Narciarstwie Alpejskim 2017, wyniki na stronie FIS |
| 17 marca 2017  | Aspen                  | Szwecja    | Niemcy            | Francja    | Włochy            | Slalom gigant | Puchar Świata, wyniki na stronie FIS                                    |
| 24 lutego 2018 | Yongpyong              | Szwajcaria | Austria           | Norwegia   | Francja           | Slalom gigant | Zimowe Igrzyska Olimpijskie 2018, wyniki na stronie FIS                 |
| 16 marca 2018  | Åre                    | Szwecja    | Francja           | Niemcy     | Austria           | Slalom gigant | Puchar Świata, wyniki na stronie FIS                                    |
| 12 lutego 2019 | Åre                    | Szwajcaria | Austria           | Włochy     | Niemcy            | Slalom gigant | Mistrzostwa Świata w Narciarstwie Alpejskim 2019, wyniki na stronie FIS |
| 15 marca 2019  | Grandvalira            | Szwajcaria | Norwegia          | Niemcy     | Kanada            | Slalom gigant | Puchar Świata, wyniki na stronie FIS                                    |

Wyniki w zawodach drużynowych, mimo że rozgrywanych w ramach Pucharu Świata, na mistrzostwach świata i igrzyskach olimpijskich, nie są liczone do punktacji Pucharu Świata.

## Slalom równoległy w Polsce
W dniach 22–24 stycznia 2019 roku na trasie Palenica 1 w Szczawnicy rozegrano Międzynarodowe Mistrzostwa Polski w Narciarstwie Alpejskim 2019, w ramach których 24 stycznia po raz pierwszy organizowano zawody w slalomie równoległym kobiet i mężczyzn. W kategorii mężczyzn zwyciężył Michał Michalik z NKN Warszawa, a w kategorii kobiet – Katarzyna Wąsek z SRS Czantoria.